# Nongshim
Nongshim Co., Ltd. er et sydkoreansk mad- og drikkevarevirksomhed med hovedkontor i Seoul. Nongshim blev grundlagt i 1965 under navnet Lotte Food Industrial Company. Navnet blev ændret til Nongshim i 1978.
Det nuværende logo blev offentliggjort i 1991, der tog form af et frø. I 2003 skiftede virksomheden til et holdingselskabssystem og blev et datterselskab af Nongshim Holdings.
Nongshim er det største instant nudler og snack selskab i Sydkorea. I slutningen af 2015 havde Nongshim 2,57 billioner vandt aktiver og 2,81 billioner vandt salg. Det driver 11 fabrikker over hele verden, har datterselskaber i Korea og i udlandet og opererer i mere end 100 lande.